# Vincze Károly (labdarúgó)
Vincze Károly (1884. május 30. – ?) válogatott labdarúgó, csatár, balösszekötő.

## Pályafutása

### Klubcsapatban
A MAC labdarúgója volt. Csapatjátékban is jó volt, de ballábas veszélyes lövéseivel tűnt ki igazán a mezőnyből a görbe lábú játékos.

### A válogatottban
1903 és 1905 között három alkalommal szerepelt a magyar labdarúgó-válogatottban.

## Statisztika

### Mérkőzései a válogatottban
| Magyarország | Magyarország      | Magyarország                  | Magyarország | Magyarország | Magyarország | Magyarország | Magyarország | Magyarország |
| #            | Dátum             | Helyszín                      | Hazai        | Eredmény     | Vendég       | Kiírás       | Gólok        | Esemény      |
| ------------ | ----------------- | ----------------------------- | ------------ | ------------ | ------------ | ------------ | ------------ | ------------ |
| 1.           | 1903. június 11.  | Budapest, Margitszigeti pálya | Magyarország | 3 – 2        | Ausztria     | barátságos   | -            |              |
| 2.           | 1903. október 11. | Bécs, WAC-pálya               | Ausztria     | 4 – 2        | Magyarország | barátságos   | -            |              |
| 3.           | 1904. június 2.   | Budapest, Millenáris-pálya    | Magyarország | 3 – 0        | Ausztria     | barátságos   | -            |              |
|              | Összesen          |                               |              | 3            | mérkőzés     |              | 0            | gól          |